# Paramyxoviridae

## Caracteristici
Familia Paramyxoviridae aparține grupei 4 conform clasificării Baltimore, ce cuprinde :
- Subfamilia Paramyxovirinae
  - Genul Avulavirus (specii: Virusul Newcastle)
  - Genul Henipavirus (specii: Virusul Hendra, Virusul Nipah)
  - Genul Morbillivirus (specii: Virusul Measles ; Virusul pestei bovine , Virusul jigodiei canine , Virusul jigodiei focilor)
  - Genul Respirovirus (specii: Virusul Sendai, Virusul gripei umane 1 și Virusul gripei umane 3 (cunoscute și sub denumirea de virusuri reci))
  - Genul Rubulavirus (specii: Virusul Mumps ,Virusul simian al gripei , Virusul Menangle, Virusul Tioman)
  - Genul TPMV-like viruses (Tupaia paramyxovirus)
- Subfamilia Pneumovirinae
  - Genul Pneumovirus ( Virusul sincițial respirator, Virusul sincițial respirator al bovinelor)
  - Genul Metapneumovirus (Pneumovirusul avian)
- Virusuri neclasificate
  - Virusul Fer-de-Lance
  - Virusul Nariva
  - Tupaia paramyxovirus
  - Virusul Salem
  - Virusul J
  - Virusul Mossman
  - Virusul Beilong

## Structură

### Structură fizică
Virionul are anvelopă virală, forma sa fiind sferică, filamentoasă sau pleomorfică. Așa numitele proteine de fuziune (F) și proteine de atașare ( cu proprietăți hemaglutinante  Arhivat în 5 februarie 2007, la Wayback Machine., și neuramidazice  Arhivat în 8 februarie 2007, la Wayback Machine.) apar la suprafața  virionului sub forma așa numiților țepi. Proteina matriceală aflată în interiorul anvelopei asigura stabilitatea structural a virusului.Nucleocapsida încorporează ARN, proteine nucleocapsidice, fosfoproteine și polimeraza  (formată din 2 proteine).

### Structura genomului
Genomul este format din  ARN monocatenar, 15200-15900 nucleotide. ARN monocatenar, cu polaritate negativă impune prezența unei transcriptaze virale, a cărei activitate este asigurată de cele 2 tipuri  de proteine  Arhivat în 28 ianuarie 2007, la Wayback Machine.: Proteina P, (polimerază) și Proteina L (large). Regiunile extracistronice (zone care nu codează) includ:
- Regiunea 3’,  formată din 50 nucleotide ce funcționează ca promotor al transcripției
- Transportorul 5’ 50-161 nucleotide
- Regiunile intergenomice dintre gene; acestea au lungimi de 3 nucleotide (în cazul  genurilor morbilivirus, respirovirus și henipavirus), sau variabile , circa 1-56 nucleotide (cazul genului rubulavirus și  subfamiliei pneumovirinae).

Fiecare genă conține o secvență start/stop la capetele unde are loc procesul de transcripție.Apare un fenomen interesant de transcripție polară (secvența genelor genomice este păstrată în cadrul familiei), prin care gena aflată mai aproape de capătul 3’ , este trasncripționatăîn cantitate mai mare față de cele aflate mai aproape de capătul 5’.
Secvența genelor este  :
- Nucleocapsidă - fosfoproteine - matrix - proteina F - proteinele de atașare - L (large)

### Proteine
- Proteina N - proteina nucleocapsidei, asociată cu ARN genomic asigură protecția acestuia de acțiunea nucleazei
- Proteina P situată între proteinele N și L, este parte a ARN polimerazei
- Proteina M proteina matriceală asamblată între anvelopa virală  și nucleocapsida, rol în menținerea integrității structurale a virionului
- Proteina F numită și proteina de fuziune, aflată la suprafața anvelopei nucleare, mediază intrarea virusului în celula gazdă. Acest proces are loc prin inducerea fuziunii între anvelopa virală și membrana celulară. O condiție caracteristică și necesară pentru anumiți aparmixoviruși este  ca valoarea pH-ului sa fie neutru  Arhivat în 1 august 2013, la Archive.is
- Proteina(ele) H/HN/G, atașate de suprafața celulară sub formă de țepi.se leagă de acidul sialic, facilitând astfel intrarea în celula gazdă.
  - Proteina H (hemaglutină) aparține genurilor Morbilovirus, Henipavirus, aceste virusuri determinând aglomerarea (aglutinarea ) celulelor sanguine.
  - Proteina HN sunt caracteristice genurilor Respirovirus și Rubulavirus.Aceste virusuri posedă capacități hemaglutinante (H) și neuramidazice (N), ce le  conferă posibilitatea scindării acidului sialic la suprafața celulelor infectate, prevenind astfel reatașarea  virusului la suprafața celulei respective
  - Proteina G caracteristică Pneumovirinae. Aceste virusuri nu au capacități hemaglutinante și neuramidazice, din această cauză proteinele aflate la suprafața au fost denumite glicoproteine (G)
- Proteina L (large) subunitate catalitică a ARN , dependentă de ARN polimerază
- Proteinele satelit (accesory protein) mecanism cunoscut sub denumirea  "editare de ARN", proces prin care proteinele sunt sintetizate prin gena P.Sinteza nu este esențială pentru replicarea virală, dar poate ajuta la supraviețuirea in vitro sau poate fi implicată in reglarea transformării ARNm în sinteză antigenomică

## Paramyxovirusuri patogene
Din această familie fac parte numeroase virusuri:
virusul urlian, virusul rubeolic, virusul sincițial respirator (provoacă bronșiolită și pneumonie la sugari și copii), virusul gripei , metapneumovirusul. Provoacă diferite boli la diferite specii de animale: la foci  și câini - virusul jigodiei, la delfini - morbilivirusul, la vaci - virusul pestei bovine.